# John Dankworth
John Phillip William Dankworth (Londra, 20 settembre 1927 – Londra, 6 febbraio 2010) è stato un sassofonista, musicista e compositore britannico.

## Biografia
Attivo nel mondo jazz come compositore, musicista, direttore d'orchestra, arrangiatore, docente e autore di colonne sonore, ha contribuito negli anni '60 anche allo sviluppo del cinema inglese, collaborando con registi del calibro di Karel Reisz, Joseph Losey, Richard Donner e John Schlesinger.
Dal 1944 al '46 fu allievo della Royal Academy of Music di Londra. In seguito è sbarcato a New York, dove ha fondato la sua prima band, chiamata Johnny Dankworth Seven. In breve tempo è passato alle grandi orchestre jazz e ha collaborato in maniera intensa con Cleo Laine, cantante che poi diventò sua moglie. Nel 1969, insieme alla moglie, crea il Wavedon Allmusic Plan, un'organizzazione culturale che promuove diversi generi e forme musicali a sostegno dei giovani. Tra i suoi lavori più importanti vi sono What the Dickens! (1963, vincitrice di un Ivor Novello Award), Tom Sawyer's Saturday (1967), Lifeline (1973) e $ 1.000.000 Collection (1967). Ha realizzato dei musical e dei balletti (Lysistrata e Colette).
Dankworth morì nel 2010.

## Vita privata
Con Cleo Laine, che rimase sua moglie finché egli morì, mise al mondo i suoi due figli: un maschio, Alec, e una femmina, Jacqueline. In precedenza si era sposato già una volta, ma quel matrimonio terminò con un divorzio. 

## Discografia parziale
- The Vintage Years (1953–1959, Sepia Records, Decca)
- The Roulette Years 1961, con Danny Moss, Peter King (Roulette Records)
- Moon Valley 1998, con John Horler, Malcolm Greese, Allan Ganley Audio-B, ABCD 7
- JD5 2002/2003, (Qnote QNT 10101)
- Movies 'n' me 1974, J. Dankworth & His Orchestra, DRG Records 507
- ...Orchestra (feat. Cleo Laine), 1953–1958, EMI Records 2601871
- London to Newport 1959, Top Rank Records 30/019
- Gone Hitchin 1983, Sepia RSR 2012
- Nebuchadnezzar 1993, The Alec and John Dankworth Generation Big Band, Carlsberg 029
- About 42 Years Later, Avid Jazz, (2007) - con Danny Moss
- The Best Of Johnny Dankworth, EMI, (2008)
- Three Early LP's & More (Shes The Tops/Journey Into Jazz/5 Steps To Dankworth), Avid Jazz, (2008)
- Let's Slip Away: Film and TV 1960-1973, Commercial Marketing, (2009)
- Movies 'n' Me, Vocalion, (2010)
- Too Cool For The Blues, Rex, (2010)
- Britains Ambassador Of Jazz, Harkit Records, (20100
- Zodiac Variations/$1000000 Collection, Dutton, (2011)